# Comuna Dobra Nadia, Jovtnevîi
Dobra Nadia (în ucraineană Добра Надія) este o comună în raionul Jovtnevîi, regiunea Mîkolaiiv, Ucraina, formată din satele Dobra Nadia (reședința) și Iasna Poleana.

## Demografie
Componența lingvistică a comunei Dobra Nadia
     Ucraineană (65,22%)
     Rusă (31,48%)
     Belarusă (1,38%)
     Alte limbi (1,66%)
Conform recensământului din 2001, majoritatea populației comunei Dobra Nadia era vorbitoare de ucraineană (65,22%), existând în minoritate și vorbitori de rusă (31,48%) și belarusă (1,38%).